# Aubres
Aubres là một xã thuộc tỉnh Drôme trong vùng Auvergne-Rhône-Alpes đông nam nước Pháp. Xã Aubres nằm ở khu vực có độ cao từ 270-1217 mét trên mực nước biển.